# Presupuesto con perspectiva de género
El presupuesto con perspectiva de género comprende actividades e iniciativas para preparar presupuestos o analizar políticas y presupuestos desde una visión de género. También se conoce como presupuestos sensibles al género y se vuelve necesario al entender al presupuesto como una de las herramientas principales de redistribución de los gobiernos. Es importante señalar que el presupuesto con perspectiva de género no se trata de crear presupuestos separados para las mujeres, o simplemente de incrementar el gasto en programas destinados a mujeres, sino más bien en abordar las cuestiones presupuestarias que afectan la desigualdad de género, tales como las jerarquías entretejidas en el género y la distribución asimétrica del trabajo doméstico no remunerado.
La presupuestación con enfoque de género cuestiona así la neutralidad de los presupuestos de los gobiernos, destaca las desigualdades entre mujeres y hombres y las necesidades de adelanto y empoderamiento de las mujeres, ayuda a los gobiernos a asignar recursos públicos para fortalecer los medios para abordar estos objetivos y redistribuye recursos para el mismo propósito.

## Actividades principales
Tres actividades principales están involucradas en la presupuestación con perspectiva de género:
1. Analizar las políticas y planes de trabajo de la institución con el objetivo de comprender las desigualdades de género, sus fuentes y causas.
2. Analizar el presupuesto institucional para observar si se han asignado recursos a las actividades de mainstreaming o transversalidad de género.[5]
3. Planificar e implementar una iniciativa presupuestaria sensible al género para abordar deliberadamente las cuestiones de género teniendo como objetivo su superación.

La planificación del punto 3 normalmente incluye la reestructuración del presupuesto existente para abordar las cuestiones de género. Por consiguiente, los presupuestos sensibles a las cuestiones de género son enfoques y herramientas que contribuyen a incorporar la perspectiva de género en las políticas y los planes de trabajo de una institución de forma integral, entendiendo que para empoderar a las mujeres son necesarias políticas en diversas áreas que funcionen de forma coordenada e inclusiva.
A su vez para lograr estos objetivos es necesaria:
1. La evaluación de las políticas públicas con conciencia de género.
2. La evaluación de los beneficiarios desagregados por género.
3. El análisis del gasto público desagregado por género.
4. El análisis de la incidencia de los ingresos desagregados por género.
5. El análisis desagregado por género del impacto del presupuesto en el uso del tiempo.
6. La realización del informe del presupuesto con conciencia de género.
7. Un marco de políticas económicas a mediano plazo con conciencia de género.[7]

## Análisis de presupuesto con perspectiva de género
El análisis del presupuesto con perspectiva de género expone las oportunidades que se presentan para las mujeres y los varones y si estas oportunidades son o no equitativas. En el análisis del presupuesto con visión de género, se abordan las lagunas existentes para que las desfavorecidas se empoderen. Un análisis presupuestario sensible al género incluye todos los esfuerzos realizados para evaluar cómo los presupuestos reconocen y responden a las relaciones de género y a las necesidades diferenciadas de los diversos grupos poblacionales. Por lo tanto, el análisis del presupuesto de género puede utilizarse para evaluar la prioridad dada a la igualdad de género y al adelanto de la mujer en la distribución de los gastos. También puede detectar la presencia de discriminación contra las mujeres y las niñas en la distribución de los gastos. En general, el análisis del presupuesto de género ayuda a comprender el estado de avance y empoderamiento, o la discriminación y la asimetría de poder entre varones y mujeres.